# Verge de Loreto

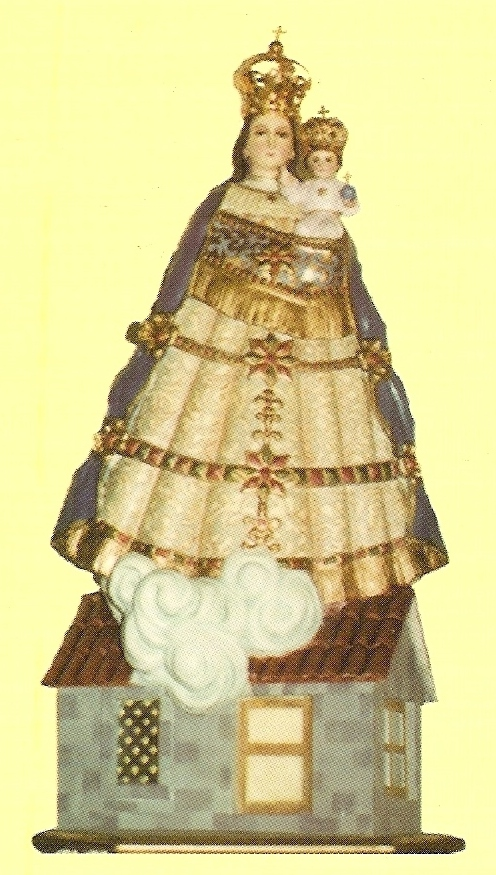
Verge de Loreto

La Verge de Loreto és una advocació mariana celebrada el 10 de desembre en memòria de la translació miraculosa de la santa casa des de Palestina al camp de Loreto, a la Marca d'Ancona (Itàlia). El fet que va donar lloc a aquesta festivitat, que és haver estat traslladada per mans d'àngels des de Natzaret a Dalmàcia, i des d'allí al camp de Loreto, la casa de la santíssima Verge, és a dir, l'habitació on l'àngel li feu l'Anunciació de la Sagrada Concepció, té a favor testimonis molt aclarits. Es diu que va succeir això en el pontificat de Celestí V, o a principis del de Bonifaci VIII, és a dir, el 1294. El santuari de Loreto és molt freqüentat dels fidels del món catòlic. Va començar a celebrar-se en aquesta província amb missa i ofici propi l'any 1669. La propagà després el Papa Benet XIII, primer arreu del territori dels estats pontificis, el 1719, després a tots els pobles subjectes a la República de Venècia, i últimament a tots els dominis del rei catòlic d'Espanya.